# Lidé a věci
Lidé a věci je publikace psychoanalytika, spisovatele, básníka, publicisty, filosofa, estetika, sociologa a biologa Bohuslava Brouka (1912-1978), vydaná  v pražském nakladatelství Václava Petra v roce 1947, v níž přichází se základy chrematologie neboli nauky o věcech. 
Více než čtyřsetstránková studie vznikla během let 1943-1944, kdy autor pracoval s přáteli architekty Karlem Honzíkem a Ladislavem Žákem na konceptu životního slohu; některé z myšlenek, které se v publikaci objevují, jsou přítomny již v Broukově brožuře Racionalisace spotřeby: Základní problémy projektování (1946). 

## Obsah knihy
- Poznámka k vydání
- Předmluva autora
- I. Pošetilé lpění na věcech - chrematologie
- II. Pošetilý odpor k věcem - chrematoklastie
- III. Neracionalisovaný životní provoz
- Dovětek
- IV. úvod do nauky o věcech - základy chrematologie
- Závěrečná slova
- Pro snazší porozumění a dorozumění
- Rejstřík s přehledy
- Obsah

## Recenze
- JAGROVÁ, Miloslava. Dvě knihy o životním slohu, Život, 1948, r. XXI, č. 2, s. 61
- -rna [KOVÁRNA, František]. Lidé a věci. Svobodné slovo, 14. 1. 1948, r. 4, č. 11, s. 3
- Nové knihy [rubrika], Filmové noviny, 25. října 1947, r. I, č. 43, s. 6
- RICHTER, Stanislav. Kniha nihilistických teorií, Lidová demokracie, 16. listopadu 1947, r. III, č. 266, s. 5
- TARDY, Vladimír. Lidé a věci, Kulturní politika, 5. prosince 1947, r. 3, č. 12, s. 7